# Білтморська програма
Бі́лтморська програ́ма (англ. Biltmore Program) - політична заява Всесвітньої сіоністської організації під час Другої світової війни (травень 1942 року) про те, що режим британського мандату не може більше сприяти досягненню цілей сіонізму. Як наступний крок пропонувалося створити єврейську державу на Землі Ізраїльській і передати повноваження британської влади Єврейському агентству.
Назва програми пов'язана з готелем «Білтмор» у Нью-Йорку, де з 6 по 11 травня 1942 року проходила Надзвичайна сіоністська конференція.
Через війну скликати сіоністський конгрес не було можливості, тому конференції надали повноваження конгресу. Серед делегатів були представники всіх американських і канадських сіоністських організацій, а також керівники з Палестини і Європи, які змогли приїхати. Серед них були президент Всесвітньої сіоністської організації Х. Вейцман і голова виконавчого комітету Єврейського агентства Д. Бен-Гуріон, який у своєму виступі запропонував прийняти Білтморську програму й докладно мотивував її. Білтморська програма лягла в основу політичної боротьби сіоністського руху з 1943 року до створення держави Ізраїль в 1948 році.